# Aleksander Wielki Komnen
Aleksander Wielki Komnen (grec. Ἀλέξανδρος/Σκαντάριος Κομνηνός) (zm. przed 1459)  – współcesarz Trapezuntu. 

## Życiorys
Był synem Aleksego IV Komnena i Teodory Kantakuzen, bratem Jana IV Komnena i Dawida II Komnena. Był drugim cesarzem mianowany przez ojca. W 1429 cesarz Aleksy IV został zamordowany przez agentów syna Jana IV Komnena w swoim własnym namiocie podczas snu. Aleksander udał się na wygnanie do Konstantynopola. Jego żoną była Maria Gattilusio, córka Dorino I Gattilusio, genueńskiego władcy Lesbos (1428-1455). Dzięki Genueńczykom chciał odzyskać tron w Trapezuncie. Aleksander miał jednego syna Aleksego. Został on stracony 1 listopada 1463 z rozkazu Mehmeda II wraz z Dawidem II Komnenem i jego synami w więzieniu Siedmiu Wież w Konstantynopolu. 